# Volto Santo, Lucca
Volto Santo iz Lucce (italijansko Volto Santo di Lucca) je 2,4 m visok antični leseni rezbarjen križan Kristusa v Lucci v Italiji. V srednjeveških legendah piše, da ga je izklesal Nikodem, ki je sv. Jožefu iz Arimateje pomagal pri polaganju Kristusa v njegov grob po križanju. Iste legende so njen čudežni prihod v Lucco postavile v leto 782.
Radiokarbonsko datiranje lesa in platna ga uvršča med 770–880 našega štetja, kar ustreza legendi o Leobinu, v skladu s katero je Volto Santo prispel iz Palestine v Lucco leta 782 (druga kopija pravi 742). 
Volto Santo je v samostoječi osmerokotni marmornati kapeli (Tempieto Volto Danto), ki jo je leta 1484 zgradil Matteo Civitali, kipar-arhitekt iz Lucce. Tempieto stoji v levi stranski ladji stolnice sv. Martina v Lucci.
Kopije podobne velikosti iz 12. stoletja so razširjene po Evropi. Sem spadajo Križ Imervard v stolnici v Braunschweigu v Nemčiji, Volto Santo Sansepolcro v Sansepolcro v Italiji in morda Razpelo Batlló v Barceloni v Španiji. Volto Santo je upodobljen tudi na gotski freski iz 14. stoletja v luteranski cerkvi v Štítniku na Slovaškem.
" Volto Santo in Lucca" je bil stavek, ki ga je Viljem Rufus pogosto uporabljal, ko je prisegel, da bo v času njegove vladavine kot angleški kralj izvedel neko dejanje.

## Zgodovina
Po tradicionalnem poročilu leto 782 zaznamuje prihod Volto Santo v baziliko San Frediano; prenos relikvije v stolnico, utemeljen s čudežnim prevodom v latinski legendi, De inventione, revelatione ac translatione Sanctissimi Vultus (ali Leggenda di Leobino), je lahko povezan z episkopijo Anselma da Baggio (1060–70), ki se je predstavil ob posvečenju nove romanske stolnice, 6. oktobra 1070. Vztrajne podrobnosti hagiografske legende (glej spodaj) nakazujejo tudi, da je bila podoba že prej v Luni v Liguriji, nekdanjem sedežu škofije in zgodnjem trgovskem tekmecu Lucce. Luni je bila bizantinska posest, ki so jo opustošili Saraceni, med prepirom med [[Bizantinsko cesarstvo|Bizantinci in Langobardi in se je do 8. stoletja zmanjšala v vas.
Skulptura pa ni slogovno povezana z langobardskim kiparstvom 10. ali 11. stoletja. Ikonografija popolnoma oblečenega križanega Kristusa, ki nosi Colobium sindonis - tuniko do gležnja - je bolj znana na vzhodu kot na zahodu, čeprav je križanje skoraj v naravni velikosti, vklesano v krogu, v nasprotju z bizantinskimi normami. Križani v naravni velikosti so bili v Nemčiji pogostejši od konca 11. stoletja po Gerovem križanju v Kölnu okoli leta 970, ki je bil, kot kaže, prototip. Dolga halja je lahko bizantinski vpliv, čeprav obstajajo tudi številni zahodni primeri v otonskih iluminiranih rokopisih in drugih medijih. Pas Volto Santo je brez primere v križanju z vzhoda ali zahoda.
V Lucci je 13. septembra, na predvečer verskih praznovanj naslednjega dne, vsakoletna procesija ob svečah Luminara posvečena Volto Santo. Procesija, ki danes ne vključuje več skulpture kot v preteklosti, se do bazilike San Frediano sprehodi od stolnice, kjer se s ciklom fresk spominja legende o Nikodemovem oblikovanju podobe iz libanonske cedre; ko je zaključil vse, razen obraza, je Nikodem zaspal in ko se zbudil, je našel Volto Santo, ki ga je dopolnil angel. V vzhodnem krščanstvu se v podobnih legendah pojavljajo okrogle ikone, za katere pravijo, da so acheiropoieta, 'ki jih ni naredila človeška roka'.
Podobo je v jami v Sveti deželi odkril 'škof Gualfredo', ki so ga vodile razodetne sanje. Podobo je najprej s čolnom brez jader in posadke odnesel v toskansko pristanišče Luni. Toda moški Lunija, ko so se poskušali vkrcati na čoln, so ugotovili, da se je čudežno umaknil iz njihovega primeža. Angel, ki je v razodetnih sanjah opozoril, da je Volto Santo prispel v Luni, je Johannes, škof v Lucci, s svojimi kleriki in veliko množico domačinov, prispel v Luni, zaustavil poskuse, da bi vzel čoln in je poklical Boga, ugotovil, da je ladja čudežno prišla do Johannesa in mu odprla pregrado. Ko so ljudje zagledali Volto Santo, so jokali od solz veselja in zavpili Gloria in excelsis Deo (Slava Bogu na višavah).
Ko pride na kopno, legenda pripelje podobo v Lucco v vozu, ki ga vlečejo voli brez voznika, v nadaljnjem čudežnem dokazu 'pravilnosti' njegove posesti s strani mesta Lucca in je bila postavljena v cerkvi San Frediano, ta je bila čudežno prevedena v cerkev sv. Martina, kar je bilo razloženo kot utemeljitev za izbiro te cerkve za stolnico. Posedovanje podobe s strani Lucce namesto Lunija in njene lege v upravičeni cerkvi je bilo utemeljeno z legendo.
Njegova priljubljenost je bila izražena v kopijah in legendah, da bi zadovoljili romarje, ki so stolnico v Lucci postavili za cilj svojih potovanj iz vseh delov Evrope. Tako kot druge znamenite relikvije ali podobe, kot je Pratov Sveti pas do danes, se zdi, da je bil pogosto na voljo samo za ogled v določenih dneh v letu, vsaj del časa pa so bili oblečeni tudi v bogata tekstilna oblačila kot tudi v leseni izrezljani halji. »Volto Santo iz Lucce« je bila 'običajna prisega' Viljema II. Angleškega. Volto Santo se pojavi na srednjeveških lucanskih kovancih. Dante omenja Volto Santo Lucca v svojem Peklu Canto XXI, kjer demon zavpije:
Qui non ha luogo il Volto Santo!
qui si nuota altrimenti che nel Serchio.

## Legenda o goslaču
Legenda o goslaču častilcu kipa, ki je dobil čevelj iz plemenite kovine, s številnimi različicami zgodbe je prvič zabeležena iz 12. stoletja. Običajno kip dovoli, da čevelj pade ali pa ga brcne h goslaču (čeprav je v nekaterih različicah žebelj skozenj). Goslač je lahko ubogi romar ali častilec, ki je nagrajen za pogosto igranje pred kipom; ali pa se gosli loti šele po svoji sreči. Čevelj je lahko napolnjen z zlatniki, lahko se vrne h goslaču in darilo ponovi. Goslaču se lahko sodi zaradi kraje čevlja, ampak ubeži obsodbi. Legenda je postala tudi del kulta Wilgefortis, alter ega Volto Santo.
Na slikah, ki prikazujejo legendo, je po navadi goslač, ki igra pod kipom, ki je postavljen (kot je očitno v resnici) tik nad oltar. Zdi se, da je kip oblečen v prava oblačila - tako kot drugi, ki so ga častili, je videti, da je bil vsaj nekaj časa oblečen v 'praznična oblačila'. Na oltarju so čevlji in kelih pod nogami kipa. To odraža tudi srednjeveško ureditev, kjer je bil tak 'kelih' postavljen za sprejemanje daritev. Pravzaprav je bil pritrjen in ni imel dna ter je vodil do cevi, ki je prinašala darilce do močne škatle pod oltarjem.